# Mount Moberly
Mount Moberly är ett berg i Antarktis. Det ligger i Västantarktis. Argentina, Chile och Storbritannien gör anspråk på området. Toppen på Mount Moberly är 1 535 meter över havet, eller 512 meter över den omgivande terrängen. Bredden vid basen är 4,4 km.
Terrängen runt Mount Moberly är kuperad västerut, men österut är den bergig. Trakten är glest befolkad. Närmaste befolkade plats är Palmer Station, 18,4 kilometer väster om Moberly.